# Scaldasalviette

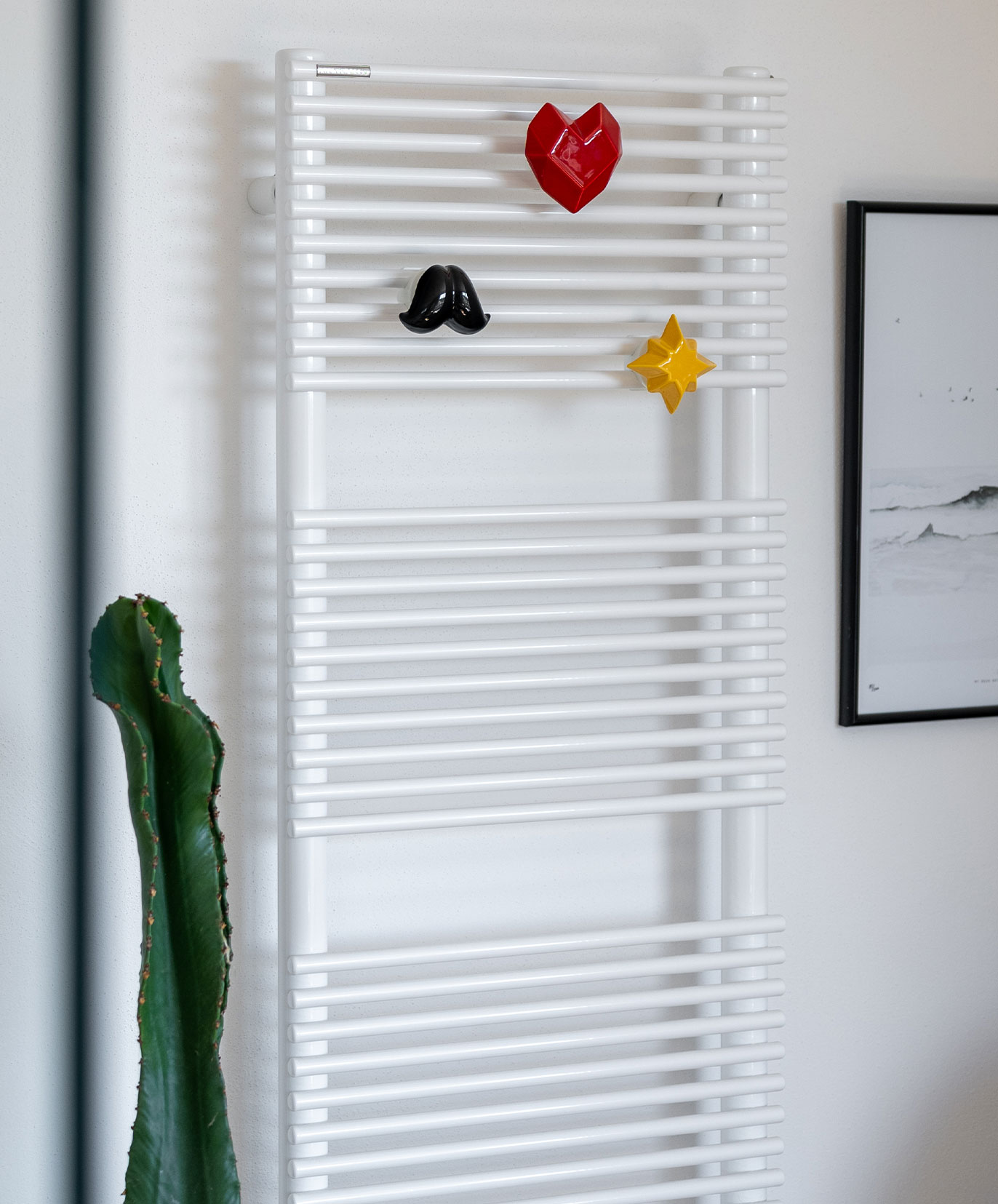
Uno scaldasalviette ad acqua per il riscaldamento dell'ambiente con appendini asciugamani

Lo scaldasalviette, chiamato anche termoarredo, è un calorifero per il bagno adatto sia per l'asciugatura che per il riscaldamento degli asciugamani e dell'ambiente. 
Esistono due versioni: quelli tradizionali che riscaldano l'acqua tramite caldaia e quelli elettrici, in cui una resistenza elettrica scalda l'acqua o l'olio contenuti in esso.

## Composizione e funzionamento
Uno scaldasalviette è un calorifero formato da due collettori (tubi verticali e paralleli) su cui vengono saldati tubi orizzontali e perpendicolari, di diametro 25 mm (sono possibili anche altri diametri), all'interno dei quali scorre l'acqua o l'olio. Può essere installato a parete o a "bandiera". Alcuni modelli elettrici possono includere anche un termoventilatore per il riscaldamento dell'ambiente. A seconda del modello elettrico, l'interruttore di comando può includere il timer, gli interruttori e/o manopole. In entrambi i casi, lo scaldasalviette include anche un termostato che spegne l'apparecchio una volta raggiunta la temperatura impostata.

## Precauzioni
Se si utilizza la versione elettrica, evitare sempre il contatto con l'acqua in quanto è molto pericoloso ed è spesso la causa di incidenti domestici, anche mortali.
In entrambe le versioni, è bene prestare attenzione a dove viene fisicamente installato lo scaldasalviette. La struttura a scala può essere interpretata dai più piccoli come un gioco. Scalare uno scaldasalviette può causare incidenti molto pericolosi, tenendo presente che al suo interno scorre acqua a più di 70 °C.

## Vantaggi e svantaggi

### Vantaggi
Il vantaggio principale è l'asciugatura ed il riscaldamento degli asciugamani in quanto possono essere messi facilmente a contatto diretto con il corpo radiante. Se si utilizza la versione con il termoventilatore si ha il vantaggio di riscaldare più velocemente l'ambiente senza dover impiegare altre stufe elettriche in modo da evitare black out che vengono causati da quest'ultime che assorbono tanta corrente elettrica, specie se ci sono molte apparecchiature in funzione.

### Svantaggi
Il primo svantaggio è legato direttamente ad uno dei punti forti dello scaldasalviette: andando a coprire il corpo scaldante con gli asciugamani, l'energia, i consumi e il tempo necessario per andare in temperatura saranno maggiori rispetto ad un calorifero privo di ostacoli. Partendo da questa problematica sono stati sviluppati appositi ganci per l'asciugatura delle salviette da bagno.
Il secondo difetto è il poco potere riscaldante, legato principalmente alla conformazione dello scaldasalviette: infatti i tubi, dove scorre l'acqua o l'olio, sono installati in senso contrario al moto di convezione.

## Accessori

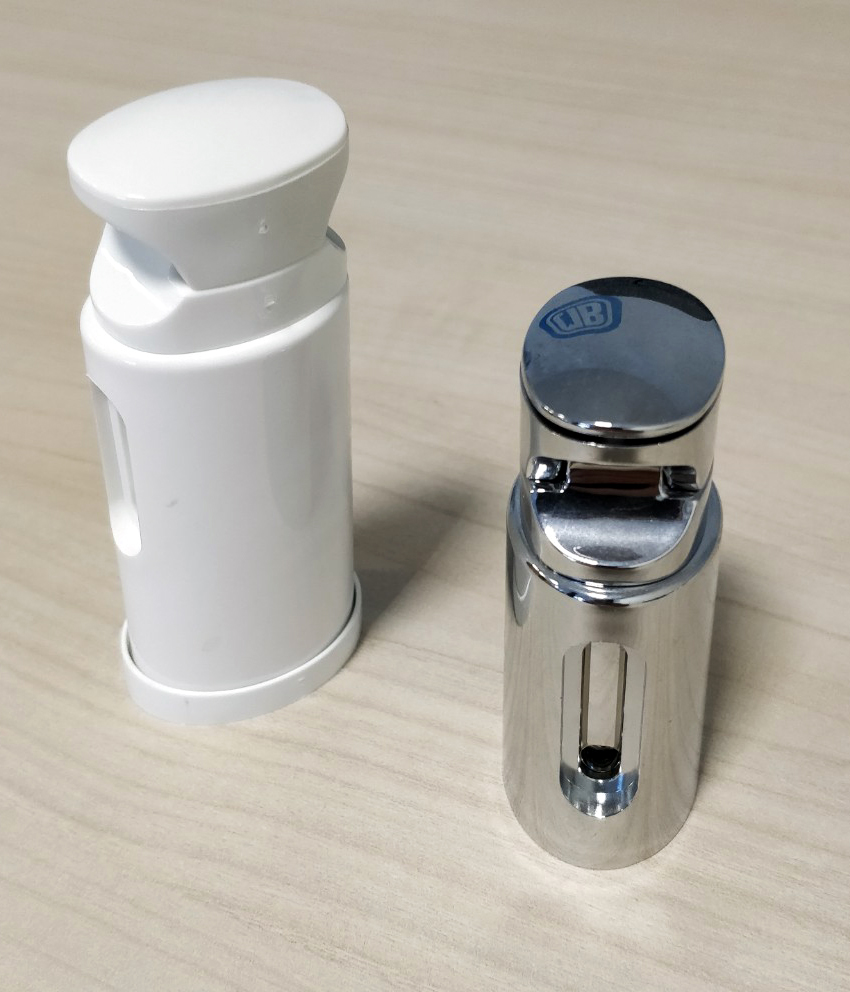
Esempi di fissaggio per scaldasalviette

Uno scaldasalviette può essere installato sia a parete che in modalità a bandiera, ovvero perpendicolare alla parete di installazione. Gli accessori utilizzati per entrambe le modalità sono di norma fissaggi in plastica ABS e in fibra di vetro di colorazione bianca o cromata. L'uso di questi fissaggi è stato normato all'interno della comunità europea attraverso le linee guida VDI 6036 per ovviare ai più comuni incidenti domestici.